# Seznam pohřebišť panovníků Portugalského království

Znak Portugalského království

Toto je seznam pohřebišť panovníků Portugalského království, které existovalo v letech 1112 až 1910. Seznam začíná dynastií Avizů v roce 1385. Panovníci byli pohřbíváni nejprve hlavně v klášteře Batalha, později v klášteře jeronymitů v Lisabonu a za dynastie Braganzů v klášteře São Vicente de Fora pochován.
| Jméno                                  | Doba života | Místo pohřbení |
| -------------------------------------- | ----------- | --- |
| král Jan I.                            | 1358–1433   | kaple zakladatelů v Mosteiro de Santa Maria da Vitória v Batalha                                                              |
| Filipa Anglická                        | 1360–1415   | kaple zakladatelů v Mosteiro de Santa Maria da Vitória ve městě Batalha                                                       |
| král Eduard I.                         | 1391–1438   | Mosteiro de Santa Maria da Vitória v Batalha                                                                                  |
| Eleonora Aragonská                     | 1400–1445   | Mosteiro de Santa Maria da Vitória v Batalha                                                                                  |
| král Alfons V.                         | 1432–1481   | kaple zakladatelů v Mosteiro de Santa Maria da Vitória v Batalha                                                              |
| Isabela z Coimbry                      | 1432–1455   | Mosteiro de Santa Maria da Vitória v Batalha                                                                                  |
| Jana la Beltraneja                     | 1459–1506   | klášter svaté Kláry v Coimbře                                                                                                 |
| král Jan II.                           | 1455–1495   | Mosteiro de Santa Maria da Vitória v Batalha                                                                                  |
| Eleonora z Viseu                       | 1458–1525   | klášter Xabregas u Lisabonu                                                                                                   |
| král Emanuel I.                        | 1469–1521   | klášter jeronymitů v Lisabonu                                                                                                 |
| Alžběta (Izabela) Španělská            | 1470–1498   | klášter Sta. Isabel v Toledu                                                                                                  |
| Marie Aragonská                        | 1482–1517   | klášter jeronymitů v Lisabonu                                                                                                 |
| Eleonora Habsburská                    | 1498–1558   | 9. kaple Panteonu infantů v klášteře svatého Vavřince v Escorialu                                                             |
| král Jan III.                          | 1502–1557   | klášter jeronymitů v Lisabonu                                                                                                 |
| Kateřina Habsburská                    | 1507–1578   | klášter jeronymitů v Lisabonu                                                                                                 |
| král Šebestián I.                      | 1554–1578   | klášter jeronymitů v Lisabonu                                                                                                 |
| král Jindřich I.                       | 1512–1580   | klášter jeronymitů v Lisabonu                                                                                                 |
| král Antonín I.                        | 1580–1580   | Paříž |
| král Jan IV.                           | 1604–1656   | Původně v klášteře jeronymitů, poté v klášteře São Vicente de Fora v Lisabonu                                                 |
| Luisa de Guzmán                        | 1613–1666   | klášter São Vicente de Fora v Lisabonu                                                                                        |
| král Alfons VI.                        | 1643–1683   | klášter jeronymitů v Lisabonu                                                                                                 |
| Marie Františka Isabela Savojská       | 1646–1683   | klášter francouzských kapucínů v Lisabonu                                                                                     |
| král Petr II.                          | 1648–1706   | klášter São Vicente de Fora v Lisabonu                                                                                        |
| Marie Františka Isabela Savojská       | 1646–1683   | klášter francouzských kapucínů v Lisabonu                                                                                     |
| Marie Žofie Falcko-Neuburská           | 1666–1699   | klášter São Vicente de Fora v Lisabonu                                                                                        |
| král Jan V.                            | 1689–1750   | klášter São Vicente de Fora v Lisabonu                                                                                        |
| Marie Anna Josefa Habsburská           | 1683–1754   | klášter São Vicente de Fora v Lisabonu                                                                                        |
| král Josef I.                          | 1714–1777   | klášter São Vicente de Fora v Lisabonu                                                                                        |
| Marie Anna Viktorie Španělská          | 1718–1781   | S. Francisca de Paula v Lisabon                                                                                               |
| král Petr III.                         | 1717–1786   | klášter São Vicente de Fora v Lisabonu                                                                                        |
| královna Marie I.                      | 1734–1818   | Původně v klášteře Ajuda v Rio de Janeiro, od roku 1821 v bazilice Estrela                                                    |
| král Jan VI.                           | 1767–1826   | klášter São Vicente de Fora v Lisabonu                                                                                        |
| Šarlota Španělská                      | 1775–1830   | klášter São Vicente de Fora v Lisabonu                                                                                        |
| král Petr IV.                          | 1798–1834   | Původně v klášteře São Vicente de Fora v Lisabonu, od roku 1972 v památníku Ipiranga v São Paulu; srdce v kostele Lapa, Porto |
| Marie Leopoldina Habsbursko-Lotrinská  | 1797–1826   | Původně v klášteře Ajuda v Rio de Janeiro, od roku 1954 v památníku Ipiranga v São Paulu                                      |
| Amélie de Beauharnais                  | 1812–1873   | Původně v klášteře São Vicente de Fora v Lisabonu, od roku 1982 v památníku Ipiranga v São Paulu                              |
| král Michal I.                         | 1802–1866   | Původně ve františkánském klášteře Engelberg, Großheubach, od roku 1967 v klášteře São Vicente de Fora v Lisabonu             |
| Adéla z Löwenstein-Wertheim-Rosenbergu | 1831–1909   | klášter São Vicente de Fora v Lisabonu                                                                                        |
| královna Marie II.                     | 1819–1853   | klášter São Vicente de Fora v Lisabonu                                                                                        |
| August z Beauharnais                   | 1810–1835   | klášter São Vicente de Fora v Lisabonu                                                                                        |
| král Ferdinand II.                     | 1816–1885   | klášter São Vicente de Fora v Lisabonu                                                                                        |
| král Petr V.                           | 1837–1861   | klášter São Vicente de Fora v Lisabonu                                                                                        |
| Štěpánka z Hohenzollern-Sigmaringenu   | 1837–1859   | klášter São Vicente de Fora v Lisabonu                                                                                        |
| král Ludvík I.                         | 1838–1889   | klášter São Vicente de Fora v Lisabonu                                                                                        |
| Marie Pia Savojská                     | 1847–1911   | Bazilika di Superga v Turíně                                                                                                  |
| král Karel I.                          | 1863–1908   | klášter São Vicente de Fora v Lisabonu                                                                                        |
| Amélie Orleánská                       | 1865–1951   | klášter São Vicente de Fora v Lisabonu                                                                                        |
| král Emanuel II.                       | 1889–1932   | klášter São Vicente de Fora v Lisabonu                                                                                        |
| Augusta Viktorie Hohenzollernská       | 1890–1966   | kostel na zámku Langenstein v Raithaslachu                                                                                    |